# (4997) Ksana
(4997) Ksana (1986 TM) – planetoida z pasa głównego asteroid okrążająca Słońce w ciągu 4 lat i 313 dni w średniej odległości 2,87 j.a. Została odkryta 6 października 1986 roku.